# Banc D. João de Castro
El Banc D. João de Castro és un gran volcà submarí en les Açores al centre de l'oceà Atlàntic. El volcà queda a mig camí entre les illes de Terceira i São Miguel, en coordenades 38° 08′ N, 26° 23′ O / 38.14°N,26.38°O 38° 08′ N, 26° 23′ O / 38.14°N,26.38°O / 38° 08′ N, 26° 23′ O / 38.14°N,26.38°O, 38° 08′ N, 26° 23′ O / 38.14°N,26.38°O S'alça dins de catorze metres de la superfície de l'aigua. El volcà té un gran camp de fumarola i roman actiu a nivell sísmic.
Va entrar en erupció per última vegada al desembre de 1720, formant una illa d'1,5 km en longitud i al voltant de 250 metres d'altitud. Va romandre per sobre del nivell del mar només durant dos anys, abans que la ràpida erosió va reduir la seva altura.
Dos cràters paràsits, tots dos d'uns 90 x 45 m (300 x 150 ft) d'ample, se situen en el flanc nord-oest. El cràter més jove mostra un sòl format per un llac de lava congelat amb fractures de superfície poligonals, mentre que el més antic, un cràter menys distintiu, està enfosquit per dipòsits de tefra.

## Història
La primera referència històrica relacionada amb els volcans submarins perillosos entre Sant Miquel i Terceira es va produir amb l'enfonsament de dos vaixells del corsari francès Henry Tourin, a la primavera de 1718.